# Rudolf Wiedemann (Mediziner)
Christian Rudolf Wilhelm Wiedemann (* 7. November 1770 in Braunschweig; † 21. Dezember 1840 in Kiel) war ein deutscher Geburtshelfer, Naturwissenschaftler und Hochschullehrer. Forschungen über Zweiflügler, Hautflügler und Käfer machten ihn als Entomologen bekannt.

## Leben
Rudolf Wiedemanns Vater Conrad Eberhard Wiedemann (1722–1804) war Kunsthändler. Seine Mutter war Dorothea Frederike geborene Raspe (1741–1804), eine Schwester von Rudolf Erich Raspe.
Nach seiner schulischen Ausbildung in Braunschweig immatrikulierte er sich 1790 an der Universität Jena für Medizin. Dort war er ein Zeitgenosse des Dichters Friedrich von Hardenberg (Novalis) und einer der vielen Schüler Johann Friedrich Blumenbachs. Er bereiste Sachsen und Böhmen und promovierte 1792 zum Dr. med. Seinem Interesse an der Mineralogie frönte er auf einer Studienreise.
Während einer 14-monatigen Reise nach Südengland erfuhr er, dass das Collegium Carolinum Braunschweig ihn zum Professor am Anatomisch-Chirurgischen Institut ernannt hatte. Seine Antrittsvorlesung im Oktober 1794 befasste sich mit dem fehlenden Sternum eines Jungen in Südwales. 
Am 28. März 1796 heiratete Wiedemann in Braunschweig Luise Michaelis, eine Tochter des Göttinger Orientalisten Johann David Michaelis und Schwester von Caroline Schelling. 

### Geburtshelfer
1804 folgte er dem Ruf der Christian-Albrechts-Universität Kiel als o. Professor für Geburtshilfe. Am 1. Mai 1805 konnte er die erste Entbindung in das Journal der eben eröffneten Anstalt eintragen. Steigende Geburtenzahlen führten erst zu einer Einschränkung der Aufnahmekapazität des Gebärhauses und schon ein Jahr später dazu, dass Wiedemann einen weiteren Gebäudekomplex in der Haßstraße in der Altstadt (Kiel) pachten musste. Auch hier stieß man schnell an die Grenzen der Kapazitäten. Es dauerte allerdings bis 1809, bis die Krone Dänemark den Ankauf und Umbau genehmigte. Im Oktober 1810 konnte das Gebärhaus in der Fleethörn bezogen werden. Der steigende Zuspruch machte 1826 nochmals eine Erweiterung notwendig. In diesen Jahren steckte Wiedemann einen großen Teil seiner Kräfte in die Verbesserung der Bedingungen im Gebärhaus und in der Hebammenlehranstalt.
Es hielt ihn dies allerdings nicht davon ab, seine Erfahrungen als Hebammenlehrer weiterzugeben. Das bezeugen seine Lehrtätigkeit und seine Lehrbücher. Als Geburtshelfer genoss Wiedemann einen hervorragenden Ruf, der auch auf seiner Ablehnung widernatürlicher Entbindungsmethoden als auch seiner Aufgeschlossenheit gegenüber dem Kaiserschnitt fußte. Wiedemann geht als hervorragender Hebammenlehrer und Begründer der Kieler Frauenklinik in die Geschichte ein. Durch seine Auseinandersetzung mit den französischen und englischen Anschauungen wies er der deutschen Geburtshilfe den Weg.
1809/10, 1820/21, 1824/25 und 1825/26 war er Rektor der Universität Kiel.

### Entomologe
Weniger bekannt ist seine Beschäftigung mit Insekten. Hier hatten es ihm besonders die außereuropäischen Zweiflügler angetan. Wiedemann schuf auf diesem Gebiet Grundlegendes. Bis heute werden verschiedene Zweiflügler mit seinem Namen verbunden. Bleibendes Zeugnis sind auch zahlreiche wissenschaftliche Veröffentlichungen und Bücher auf diesem Gebiet. 

### Werke
Dass er vielseitig interessiert war, belegen seine medizinischen Publikationen wie das Handbuch der Anatomie, ein Buch über die Impfung bei Kuhblattern, Versorgung von Schussverletzungen und die Anweisung zur Rettung der Ertrunkenen, Erstickten, Erhaengten. Zeugnis legen aber auch seine Veröffentlichungen auf dem Gebiet der Mineralogie, Übersetzungen englischsprachiger Literatur und seine musischen Fähigkeiten ab. 
Schwindende Kräfte sowie die Folgen eines Schlaganfalles ließen ihn immer mehr die Hilfe seines Pflegesohnes und Schülers Gustav Adolf Michaelis in Anspruch nehmen.

## Ehrungen
1797 wurde er zum korrespondierenden Mitglied der Göttinger Akademie der Wissenschaften und 1823 zum Mitglied der Deutschen Akademie der Naturforscher Leopoldina gewählt.